# Max Gérard
Pour les articles homonymes, voir Gérard.

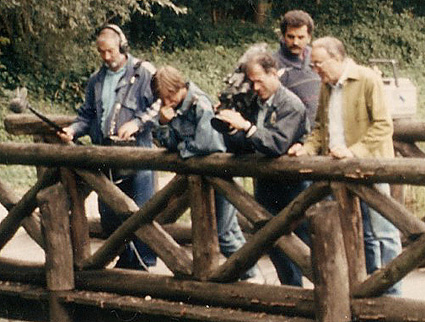
Max Gérard en tournage avec une équipe de FR3 Alsace, juillet 1990

Max Gérard, né le 22 décembre 1925 à Salernes et mort le 13 décembre 2017 à Frejus, est un écrivain et réalisateur français.

## Biographie
De son vrai nom Maxime Jean Octave Truc, issu d'une famille originaire de Flayosc, Max Gérard est surtout connu pour être un spécialiste de Salvador Dalí dont il fut très proche. En tant qu'écrivain, il a essentiellement travaillé pour le compte de l'imprimeur-éditeur Draeger. Enfin, il a été réalisateur pour la télévision.

## Œuvre écrite
- Quinze poèmes, Draeger frères, 1952
- Entre hommes : pochade en un acte mêlée de couplets [s.l.], [s.n.]
- Messieurs Hottinguer, banquiers à Paris, texte de Louis Grodecki, Draeger et Verve, 1963
- Chartres, Draeger, 1963
- "Poèmes" in Martell. 1715-1965. Histoire d'une eau-de-vie aux reflets d'or, Draeger, 1965
- Draeger, 1886 - 1966, avec François Pluchart, Draeger frères imprimeurs, 1966
- Dali de Draeger, Le Soleil noir, 1968
- Dali bavard avec Danièle Guilbert, Robert Morel, 1968, coll. « Les O » no 39
- Dali. Dali. Dali, préface de Pierre Roumeguère, Draeger/Vilo, 1974
- "Poèmes" in Les Volcans de Katia et Maurice Krafft, préface d'Eugène Ionesco, Draeger, 1975
- Le Palais du Sénat, Iran d'Heydar Ghiai, Téhéran, H. Ghiaï/Draeger, 1976
- Les vins de Gala avec Salvador Dalí, Philippe de Rothschild et Louis Orizet, Draeger/Vilo, 1977

## Réalisateur
- 1961 : Sahara an IV (court métrage)
- 1963 : Moustiers Ste-Marie et Christian Dior, magazine "Chroniques de France", Pathé Télévision
- 1973 : Travailler au féminin, Films Hermès, documentaire TV
- 1979 : Jean-François Poron lit Pierre Loti, magazine "Un comédien lit un auteur"
- 1980 : Gai lézard, bois ton soleil, téléfilm (Le titre fait référence à Frédéric Mistral)
- 1980 : Mon cher Théo Van Gogh, téléfilm
- 1981 : Avec la garde montante, téléfilm
- ? Madeleine de Vézelay, FR3
- ? L’Opéra du Rhin, FR3
- 1990: La Nappe, le Verre, et la Goutte, documentaire-fiction environnemental, FR3 Alsace
- 1990: Ballade pour une Eau domestiquée, documentaire-fiction environnemental, FR3 Alsace